# Violet de gențiană
Violetul de gențiană este un derivat de trifenilmetan și colorant. Vopseaua a fost folosită ca și colorant și în metoda lui Gram pentru clasificarea bacteriilor. Violetul de gențiană are proprietăți antibacteriene, antifungice și vermifuge.
Colorant cu efecte antibacteriene, antihelmintice și antifungice, folosit în administrare locala, în tratamentul infecțiilor cutaneo-mucoase de origine bacteriană sau micotică.
În administrare sistemică este folosit în tratamentul unor parazitoze (oxiuraza, schistosomiaza, strongiloidoza). Efectele adverse constau în colorarea persistenta a tegumentelor care poate interfera cu diagnosticul clinic; aplicarea intertriginoasa sau în concentrații mari poate determina necroza locala.